# Samsung Galaxy Y
Samsung Galaxy Y – smartfon firmy Samsung z serii Samsung Galaxy.
Samsung Galaxy Y to prosty kompaktowy smartfon z systemem Android w wersji 2.3 Gingerbread oraz z transmisją danych w technologii HSDPA, modułami transmisji WiFi i GPS oraz ekranem dotykowym QVGA (240 × 320 pikseli) z przekątną 3 cali i aparatem cyfrowym o rozdzielczości 2 megapikseli.

## Inne
- gniazdo miniJACK 3,5 mm
- port microUSB
- łącze z Internetem w technologii HSDPA
- radio FM z RDS
- funkcja routera WiFi